# Ranohira
Ranohira es una ciudad y comuna de Madagascar. Pertenece al distrito de Ihosy, que es una parte de la Región de Ihorombe. La población de la comuna se estimó alrededor de 6.000 en el censo de 2001 la comuna.
Educación nivel de primaria y primer ciclo de secundaria están disponibles en la ciudad. También es un sitio de la minería a escala industrial. La mayoría del 85% de la población de la comuna son agricultores, mientras que un 10% adicional recibe su sustento de la cría de ganado. El cultivo más importante es el arroz, mientras que otros productos importantes son el maní y yuca. Servicios de dar empleo a 5% de la población.